# (190139) Hansküng
(190139) Hansküng est un astéroïde de la ceinture principale.

## Description
(190139) Hansküng est un astéroïde de la ceinture principale. Il fut découvert le 14 septembre 2005 à Vallemare Borbona par Vincenzo Silvano Casulli. Il présente une orbite caractérisée par un demi-grand axe de 2,19 UA, une excentricité de 0,11 et une inclinaison de 4,8° par rapport à l'écliptique.